# Mesocixiella fennahi
Mesocixiella fennahi är en insektsart som beskrevs av Walley 1985. Mesocixiella fennahi ingår i släktet Mesocixiella och familjen kilstritar. Inga underarter finns listade i Catalogue of Life.